# Fleischhöhle bei Plech
Die Fleischhöhle, auch Fleischlochhöhle genannt, ist eine natürliche Karsthöhle bei Plech im oberfränkischen Landkreis Bayreuth in Bayern.

## Geographische Lage
Die Höhle liegt etwa 1000 Meter östlich von Plech an einem felsübersäten Hang.

## Beschreibung

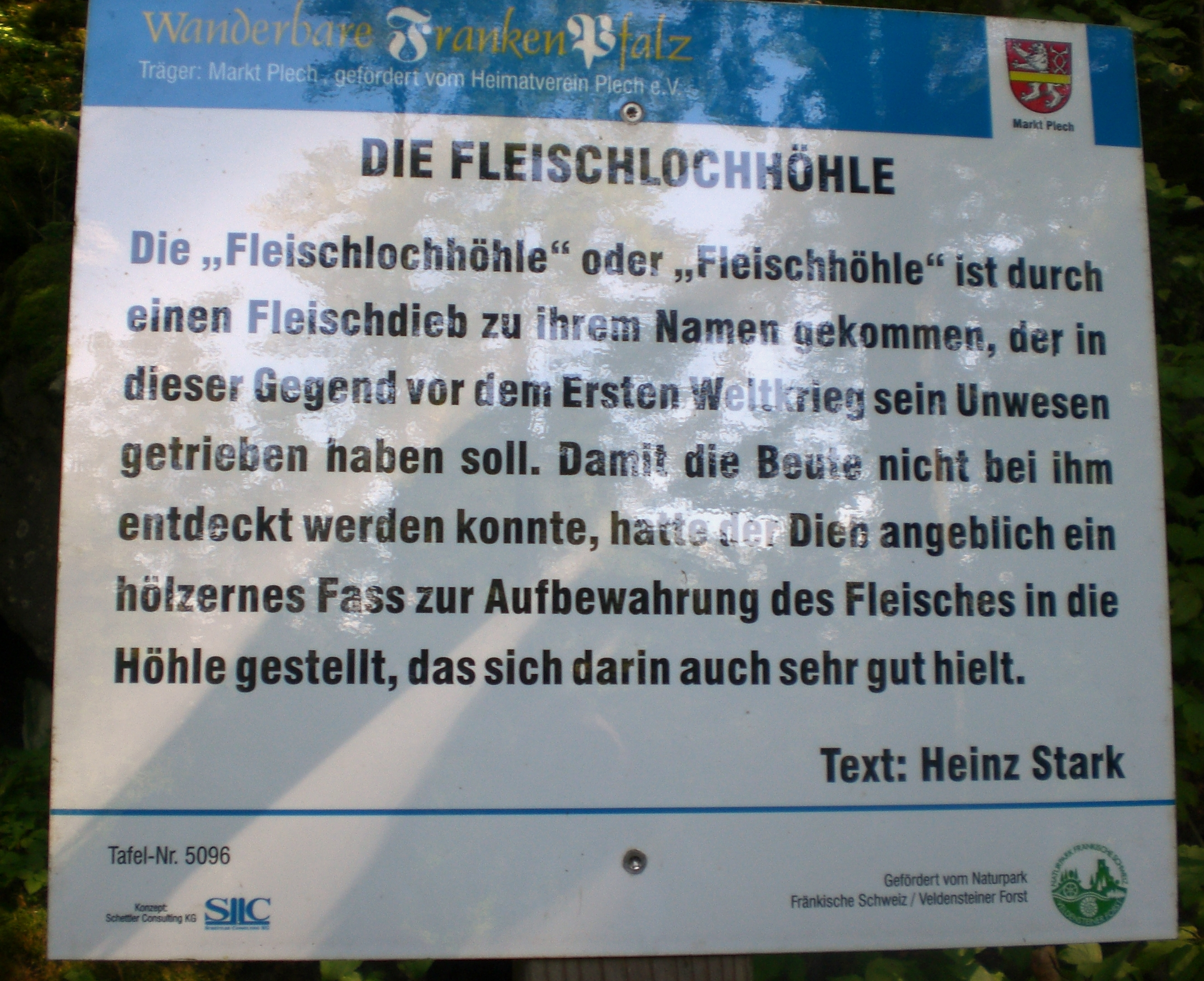
Infotafel an der Fleischhöhle

Der etwa zwei Meter breite und drei Meter tiefe Schachteingang wurde durch Sprengungen künstlich erweitert. Die Gesamtlänge der Höhle beträgt etwa 60 Meter und ist nur im Eingangsbereich normal begehbar. Sie ist stark verblockt und verengt sich zu einem niedrigen Schluf. Tropfsteine und nennenswerter Sinterschmuck ist nicht zu finden. Eine Befahrung ist für Ungeübte nicht ratsam. Im Höhlenkataster Fränkische Alb (HFA) ist sie mit der Katasternummer D 37 und vom Bayerischen Landesamt für Umwelt als Naturdenkmal ausgewiesen.

## Geschichte
Die Höhle verdankt ihren Namen einem Fleischdieb, der in dieser Gegend vor dem Ersten Weltkrieg sein Unwesen trieb.